# Ploské (powiat Revúca)
Ploské – wieś (obec) na Słowacji położona w kraju bańskobystrzyckim, w powiecie Revúca. Pierwsze wzmianki o miejscowości pochodzą z roku 1413.
Według danych z dnia 31 grudnia 2012, wieś zamieszkiwało 77 osób, w tym 32 kobiety i 45 mężczyzn.
W 2001 roku pod względem narodowości i przynależności etnicznej 88,61% mieszkańców stanowili Słowacy, a 11,39% Romowie.
Ze względu na wyznawaną religię struktura mieszkańców kształtowała się w 2001 roku następująco:
- Katolicy rzymscy – 39,24%
- Ewangelicy – 48,1%
- Ateiści – 11,39%
- Nie podano – 1,27%